# Ennomos scotica
Ennomos scotica är en fjärilsart som beskrevs av Hans-Joachim Hannemann. Ennomos scotica ingår i släktet Ennomos och familjen mätare. Inga underarter finns listade i Catalogue of Life.